# Sam Theard
Sam Theard (New Orleans, 10 oktober 1904 - Los Angeles, 7 december 1982) was een Amerikaanse zanger, songwriter, acteur en komiek. Hij trad op onder de namen Lovin' Sam F. Theard, Spo-Dee-O-Dee, Lovin' Sam from Down in' Bam, Sam Tarpley en variaties op deze namen.

## Biografie
Theard werd geboren in New Orleans, Louisiana. Hij begon in 1923 bij een circus te werken en trad op in theaters en nachtclubs. Zijn eerste opnames, als "Lovin' Sam from Down in' Bam", begeleid door Tampa Red en Cow Cow Davenport, dateren uit 1929, toen hij een van zijn bekendste nummers opnam: "(I'll Be Glad When You 're Dead) You Rascal You", voor Brunswick Records. Het nummer werd gecoverd door verschillende artiesten.
Theard maakte plaatopnames van 1929 tot 1931 op voor Brunswick, meestal in Chicago en omgeving. In 1930 nam hij op voor het Gennett-label als Sam Tarpley, en in 1934 voor het Amerikaanse Decca Records (begeleid door pianist Albert Ammons). In 1936 nam hij, opnieuw op voor Decca, "New Rubbing on That Darned Old Thing", dat later door Grateful Dead zou worden opgenomen als "The Rub". In 1937 nam hij "Spo-Dee-O-Dee" op voor Vocalion, en een afgezwakte versie voor Decca in 1940. Zijn laatste opname als Lovin' Sam was voor het Bluebird-label in 1938.
Onder de naam Spo-Dee-O-Dee trad Theard in de jaren dertig en veertig op als komiek in het Apollo Theater in Harlem, en nam hij in 1941 ook onder die naam op. In 1942 schreef hij samen met Louis Jordan de latere hit en jazzstandard "Let the Good Times Roll". Als componistennaam gebruikte Jordan de naam Moore, de naam van zijn vrouw Fleecie Moore. Het nummer werd een hit in de versie van Louis Jordan and His Tympany Five in 1946. Het was een van de Theard-composities die Jordan opnam. Theard zou later verschijnen in de film "Caldonia", een korte musical met Jordan in de hoofdrol.
Samen met Rudy Toombs schreef Theard "Hard Ridin' Mama", dat in 1947 werd opgenomen door Wynonie Harris. Hij droeg vocaal bij aan platen opgenomen door Tiny Parham en trompettist Hot Lips Page, mogelijk op Page's "The Egg or the Hen" (1949), een nummer dat Theard mogelijk ook mede heeft geschreven. In 1950 schreef hij samen met saxofonist Hal Singer het nummer "Rock Around the Clock", dat op Mercury Records verscheen onder "Hal Singer And His Orchestra" vocal by "Spo-Dee-Odee ". Het nummer was de inspiratie voor het latere nummer opgenomen door Bill Haley.
Theard schreef mee aan verschillende andere nummers, waaronder "I've Been Around" met Henry Glover en, met pianist Teddy Brannon, "If You See My Baby", opgenomen door Count Basie in 1950. "Stormy Night Blues", geschreven in samenwerking met Henry Glover en Teddy Brannon werd opgenomen door Wynonie Harris in 1950. Het jaar daarop nam Eddie "Cleanhead" Vinson "Home Boy" op, dat Theard schreef in samenwerking met Brannon en Roy Eldridge, die ook een andere Heard-Brannon-compositie opnamen, "Baby, What's the Matter with You ?"
In de laatste tien jaar van zijn leven verscheen Theard in afleveringen van verschillende televisieshows, waaronder Sanford and Son en Little House on the Prairie en in de film de Blues Brothers. Hij stierf in 1982 op 78-jarige leeftijd in Los Angeles.